# México Posrevolucionario

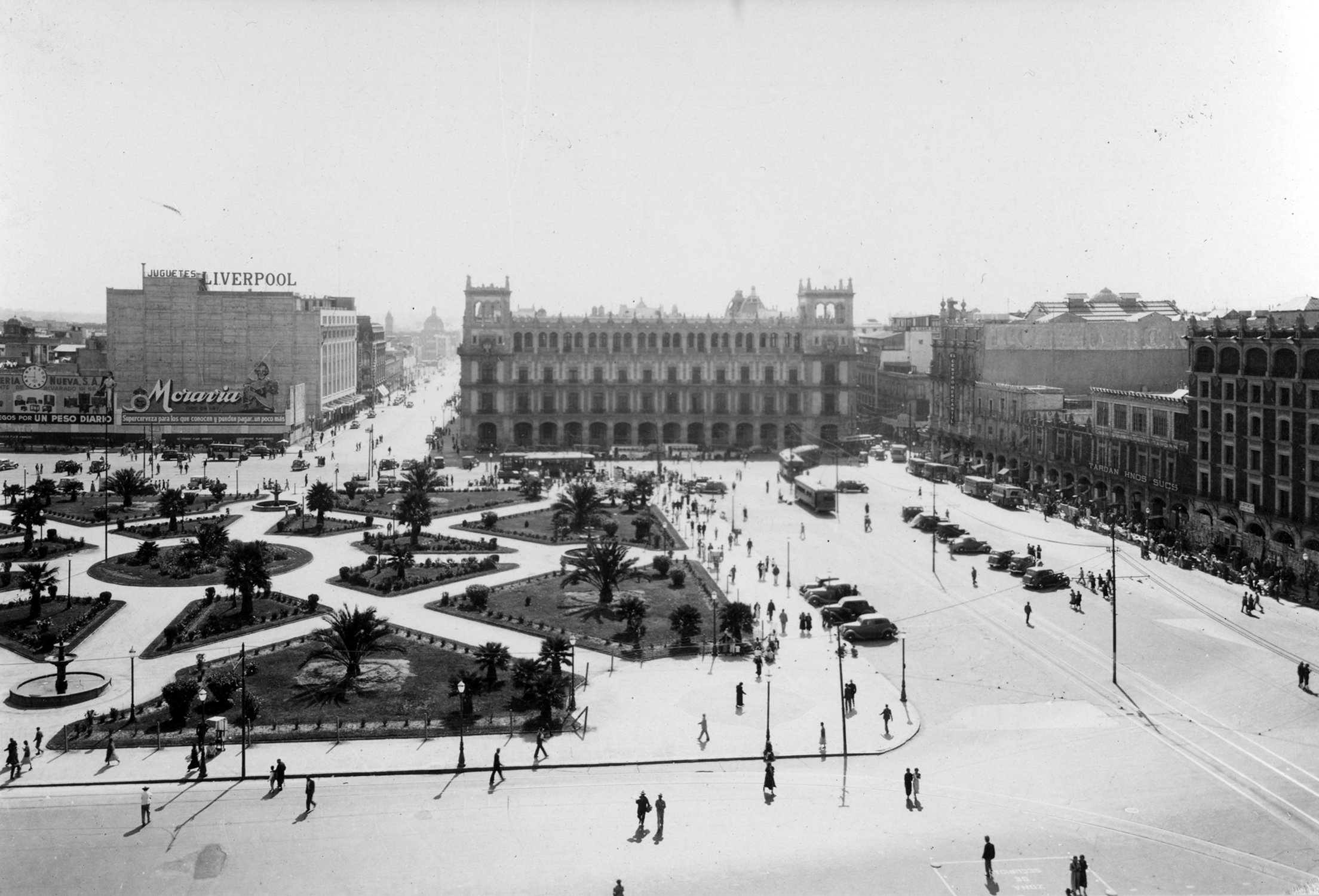
La Plaza de la Constitución el 2 de enero de 1937.

El México posrevolucionario hace referencia al periodo comprendido entre 1920 y 1940 en la historia de aquel país.

## Periodo
Después de terminados los enfrentamientos armados de la Revolución mexicana, se emprendió el proceso de formación del «estado mexicano moderno», que buscó legitimarse en el conflicto armado y en la Constitución Política de los Estados Unidos Mexicanos de 1917. En ese periodo se desarrollaron diversos conflictos y luchas por el poder, especialmente entre los grupos surgidos del conflicto: zapatistas, carrancistas y villistas, que se disputaban la hegemonía política.
Entre 1917 y 1928 la reconstrucción nacional fue la prioridad, inicialmente encabezada por Venustiano Carranza y, luego de su asesinato, por Álvaro Obregón. A partir de esto se cimentó la soberanía del grupo de sonorenses, integrado por Obregón, Adolfo de la Huerta y Plutarco Elías Calles. De acuerdo con Soler Durán (2013), a este último se remontan las raíces del presidencialismo mexicano y su gobierno se caracterizó por buscar «unir los intereses de la burguesía y de los latifundistas, así como por una campaña anticlerical» que desató enfrentamientos entre el gobierno y la iglesia, y degeneró en la Guerra Cristera. En este periodo también se establecieron las bases doctrinarias de una ideología nacionalista caracterizada por una postura hostil hacia todo aquello considerado no nacional.
Según Garrido (1985), la Constitución estableció y reestableció «instituciones sociales», pero dejó el «reparto de la tierra, las nacionalizaciones, las relaciones del gobierno con el clero y la política económica» en manos de los gobernantes, que también buscaban «someter a las masas populares a la política gubernamental». En este sentido, a partir de la carta magna y sus reformas se estableció la Secretaría de Educación Pública, el Banco de México, la Comisión Nacional de Caminos y la Secretaría de Asistencia Pública, entre otras instituciones.
La influencia de Calles degeneró en un periodo conocido como Maximato, luego del asesinato de Obregón, en el que se creó una nueva institución: el Partido Nacional Revolucionario, el partido del Estado, que se acompañó del «proceso de pérdida de independencia de las cámaras legislativas federales». No obstante, se produjo una ruptura con Lázaro Cárdenas del Río, en cuya presidencia se buscó impulsar el reparto de tierras y la política nacionalista, que permitió la nacionalización del petróleo.
En noviembre de 1935, en pleno apogeo del fascismo mexicano y en el mismo día que se cumplían 15 años del inicio de la Revolución, se libra una batalla entre miembros del grupo paramilitar ultraderechista Acción Revolucionaria Mexicanista (liderados por Nicolás Rodríguez Carrasco) y organizaciones asociadas con el Partido Comunista Mexicano (PCM). La trifulca duró aproximadamente una hora y provocó entre 46 y 50 heridos y 3 muertos. El incidente fue ampliamente condenado en todo el país. Durante las semanas siguientes, organizaciones sindicales y figuras de izquierda realizaron varias manifestaciones y protestas pidiendo la disolución de los Camisas Doradas. Muchas de estas manifestaciones a menudo estallaron en peleas físicas entre los dos grupos.
En 1939 la Segunda Guerra Mundial estalló, pero no por la inflexibilidad de las potencias aliadas, sino ante la agresividad de sus oponentes. Francia y Reino Unido tenían una política anticomunista por lo cual le cedieron los frentes a Alemania; en el caso de Estados Unidos, este no enfrentó a Japón directamente pues todavía tenía el pensamiento de que el país nipón tenía una «misión divina» para convertirse en el líder de Asia. En 1938, las tropas nazis absorbieron Austria en lo que fue conocido como Anschluss, y por la omisión de un acuerdo con los británicos, también lo hicieron con Checoslovaquia en 1939. En este último caso, el ministro Neville Chamberlain convenció a los checos de ceder los Sudetes a Alemania.
Este panorama preocupó mucho a los soviéticos porque los alemanes se convirtieron en el poder dominante de Europa. Iósif Stalin decidió cambiar su política ante la indecisión de Francia para unírsele y detener a Alemania, es así que a costa de Polonia se llegó a un acuerdo. Fue una estrategia bien pensada porque en vez de dirigir sus energías en la Unión Soviética lo apuntó al más débil: el sistema de alianzas formales que estaban formando las potencias occidentales en la Europa central. Para 1940 se derrotó a Francia, Dinamarca, Noruega, Países Bajos y Bélgica, este panorama cambió drásticamente el escenario internacional y México, no era un lugar seguro. Esto porque se declaró en contra de los nazis alemanes, fascistas italianos e imperialistas japoneses; es decir, contra los que tenían el poder. Cárdenas tenía muy en claro que este choque inhibiría a Estados Unidos y Reino Unido de detener a México en su decisión sobre la expropiación. Para él, no era raro el avance alemán pues mencionaba que, en vez de unirse a un frente unido con los soviéticos, al ceder ante las demandas solo aumentaban las tendencias agresivas de las dos naciones.
La opinión sobre la guerra era dividida. Habían mexicanos que simpatizaban con las Potencias del Eje (y en particular con la figura de Adolf Hitler), pero una buena parte no, al contrario; sin embargo, cuando se llegó al pacto germano-soviético la CTM, el Partido Comunista Mexicano y otros, adoptaron una posición de indiferencia al catalogarlo como un conflicto interimperialista y, por tanto, ajeno al país. La propaganda alemana en México tuvo un éxito inicial innegable, pero en 1940 tras la caída de Francia, México volvió a ser antinazi y antifascista por lo que, para dar una advertencia, clausuró la revista semanal Timón de Vasconcelos. Ya al acabar su periodo empezó a tomar medidas para que el servicio militar sea obligatorio y crear un consejo de defensa para las fronteras en caso de una invasión. Tiempo después en mayo de 1942, el país entró a la Segunda Guerra Mundial a raíz de que unos submarinos alemanes hundieran varios buques petroleros, donde tuvo una breve, pero efectiva participación.